# Oława
Oława (udtale: [ɔˈwava]  ( hør), tysk: Ohlau, [ˈoːlaʊ]  ( hør)  er en by  i  den østlige del af  Voivodskabet Nedre Schlesien i det sydvestlige Polen.  Byen  har 33.268(2021) indbyggere og et areal på  27,34  km².  Den er administrationsby i   powiatet (amt) Oława.

## Historie
Oława begyndte at udvikle sig i løbet af det 11. eller begyndelsen af det 12. århundrede på et sted, der var beskyttet af floderne Oder og Oława, da det var en del af Piast-regerede Kongeriget Polen. Det blev første gang nævnt som Oloua i et dokument fra 1149, der bekræfter Piotr Włostowics donation til klosteret St. Vincent i Wrocław.
I 1206 Oława blev en af residensbyerne for hertugerne af den schlesiske gren af Piast-dynastiet, som også gav Oława status som en by i 1234. Som et resultat af Polens delinger udgjorde Oława på forskellige tidspunkter en del af hertugdømmerne Schlesien, Legnica og Brzeg.